# Luxemburgischer Generalstreik von 1942
Der luxemburgische Generalstreik von 1942 (luxemburgisch Generalstreik vun 1942) war eine Manifestation des passiven Widerstands, als Luxemburg im Zweiten Weltkrieg von Nazi-Deutschland besetzt war. Die Streiks richteten sich gegen die Zwangsrekrutierung von Luxemburgern zur Wehrmacht. Ein landesweiter Generalstreik, der von Wiltz ausging, legte das Land lahm und führte dazu, dass die deutschen Besatzungsbehörden mit Gewalt reagierten und 21 Streikende zum Tode verurteilten.

## Auslöser
Nach dem Einmarsch der deutschen Truppen in Luxemburg am 10. Mai 1940 wurde das Land kurzzeitig von einer Militärregierung der Besatzungsmacht regiert. Am 2. August 1940 wurde sie aufgelöst und durch eine Zivilregierung für das CdZ-Gebiet Luxemburg unter der Leitung von Gustav Simon, Leiter des angrenzenden Gaus Koblenz-Trier, ersetzt. Die luxemburgische Bevölkerung wurde zu Deutschen erklärt und sollte Deutsch als einzige Sprache verwenden. Die deutschen Behörden entwickelten unter dem Befehl von Gustav Simon eine hartnäckige Germanisierungspolitik. Am 30. August 1942 verkündete Simon, dass alle Männer aus Luxemburg, die zwischen 1920 und 1924 geboren waren, zur Wehrmacht eingezogen würden und gegen die Alliierten kämpfen sollten. Ausgenommen waren nur luxemburgische Juden.

## Ablauf des Streiks
Die Reaktion der luxemburgischen Bevölkerung auf diese Maßnahmen, insbesondere auf die Wehrpflicht, erfolgte sehr schnell. Innerhalb weniger Stunden erörterten einige Luxemburger Möglichkeiten und beschlossen, einen Generalstreik zu organisieren. Flugblätter, die zum Streik aufriefen, wurden gedruckt und von Widerständlern heimlich im ganzen Land verteilt. Am 31. August 1942 begann der Streik offiziell in der nördlichen Ardennenstadt Wiltz mit einer Versammlung lokaler luxemburgischer Stadtbeamter, angeführt von Michel Worré und Nicolas Müller, die sich weigerten, zur Arbeit zu gehen. Nach und nach schlossen sich ihnen weitere Arbeitnehmer an, darunter auch die Beschäftigten der IDEAL Lederwerke Wiltz. Die Nachricht über den Streik verbreitete sich schnell.
Bald waren auch die Arbeiter der südwestlichen Industriestädte Schifflingen und Differdingen alarmiert und weigerten sich ebenfalls, zur Arbeit zu gehen. In Schifflingen schlug Hans Adam, ein deutschstämmiger Arbeiter, im ganzen Tal Alarm, um alle Arbeiter zu alarmieren.
In Differdingen verbreitete sich die Nachricht vom Streik in der gesamten Belegschaft durch Mundpropaganda, so dass dieser am 1. September an Intensität zunahm. Am 2. September weigerten sich 156 Arbeiter, ihre Frühschicht im Walzwerk anzutreten, und viele derjenigen, die bereits arbeiteten, legten die Arbeit nieder. Die deutschen Direktoren des Werks bedrohten die Arbeiter mit der Todesstrafe. Einige Arbeiter nahmen die Arbeit wieder auf, aber etwa 50 weigerten sich weiterhin und starteten um 8 Uhr einen Sitzstreik. Um 10 Uhr vormittags reagierten die deutschen Behörden und benannten die Verantwortlichen für die Situation: Jean-Paul Schneider, Nicolas Betz, Alphonse Weets, Robert Mischo, René Angelsberg und Ernest Toussaint. Die sechs Männer wurden verhaftet, vor ein Sondergericht gestellt, zum Tode verurteilt und in das Konzentrationslager Hinzert deportiert, wo sie erschossen wurden. Ihre Familien wurden nach Deutschland deportiert. Nach der Streikniederschlagung wurde in Differdingen die Galerie Hondsbësch zu einem Unterschlupf für von der Zwangsrekrutierung betroffene luxemburgische Männer.  
Der Streik breitete sich auch auf Esch-sur-Alzette, die Hauptstadt des luxemburgischen Bergbaureviers, aus, und alle Bereiche der Verwaltung, einschließlich Landwirtschaft, Industrie und Bildungseinrichtungen, wurden lahmgelegt.
Das zentrale Postamt in Luxemburg erhielt am Morgen Gerüchte über den Streik und am frühen Nachmittag die offizielle Bestätigung des Streiks, so dass am Abend und am nächsten Tag keine Post verteilt wurde.
Im ganzen Land blieben Schüler der Schule fern, Lehrer weigerten sich zu unterrichten, Arbeiter verweigerten die Arbeit, die Produktion von Stahl, Milch und anderen Produkten wurde eingestellt oder eingeschränkt.

## Deutsche Reaktionen auf den Streik

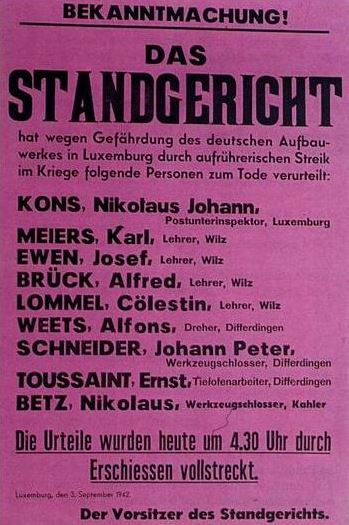
Bekanntmachung des deutschen Standgerichts

Aus Angst vor einer weiteren Eskalation der Proteste beschlossen die deutschen Behörden, auf den Streik mit aller Härte zu reagieren. Innerhalb weniger Stunden wurden die Streikführer zusammengetrieben und von der Gestapo verhört. Kurz darauf, am 1. September, wurden sie formell verhaftet und in örtlichen Gefängnissen interniert. Zwanzig Streikführer wurden von einem Standgericht zum Tode verurteilt und in das Konzentrationslager Hinzert überführt, wo sie erschossen und in einem unmarkierten Grab verscharrt wurden. Hans Adam, der in Schifflingen Alarm geschlagen hatte und deutscher Herkunft war, galt als Verräter und wurde deshalb enthauptet. Zweitausend Luxemburger wurden verhaftet, 83 wurden vom Sondergericht abgeurteilt und an die Gestapo überstellt. 290 Gymnasiasten, Jungen und Mädchen, wurden verhaftet und in Umerziehungslager in Deutschland geschickt, ebenso wie 40 ARBED-Lehrlinge und 7 junge Postboten.
Die ersten beiden Streikenden, die am 2. September 1942 um 18:30 Uhr erschossen wurden, waren Michel Worré und Nicolas Müller aus Wiltz. Ihre letzten Worte waren laut einem SS-Zeugen, der die Hinrichtung beobachtet hatte, „Vive Lëtzebuerg“ (Es lebe Luxemburg).
Anschließend wurde in ganz Luxemburg eine Reihe von schwarz-roten Plakaten aufgehängt, die den Tod der Streikenden als Folge des Streiks ankündigten und die Namen, den Beruf und den Wohnort der einzelnen Opfer enthielten. Ihre Familien, einschließlich ihrer Kinder, wurden anschließend unter sehr harten Bedingungen in Arbeitslager gebracht, viele davon in Schlesien.

## Exekutierte Personen
Am 2. September 1942 hingerichtete Streikende
- Michel Worré – Leiter des lokalen Wirtschaftsrates, Wiltz
- Nicolas Müller – Sekretär der Gemeindeverwaltung, Wiltz

Am 3. September 1942 hingerichtete Streikende
- Nicolas Kons – Postunterinspektor, Luxemburg
- Charles Meyers – Lehrer, Wiltz
- Josy Ewen – Lehrer, Wiltz
- Alfred Brück – Lehrer, Wiltz
- Célestin Lommel – Lehrer, Wiltz
- Alphonse Weets – Dreher, Differdingen
- Jean-Paul Schneider – Werkzeugschlosser, Differdingen
- Ernest Toussaint – Tiefofenarbeiter, Differdingen
- Nicolas Betz – Werkzeugschlosser, Kahler

Am 4. September 1942 hingerichtete Streikende
- Léon Zeimes – Typograf, Itzig
- Robert Mischo – Arbeiter, Differdingen
- René Angelsberg – Arbeiter, Differdingen
- Jean Schroeder – Postbeamter, Luxemburg

Am 5. September 1942 hingerichtete Streikende
- Michel Dax – Eisenbahnarbeiter, Ettelbrück
- Emile Heiderscheid – Dachdecker, Diekirch
- Alphonse Schmit – Professor, Echternach
- Jean Thull – Eisenbahnarbeiter, Ettelbrück

Am 9. September 1942 hingerichtete Streikende
- Eugène Biren – Schifflingen

Andere hingerichtete Streikende
- Hans Adam – Arbeiter, Schifflingen, hingerichtet durch Enthauptung in Köln.

## Gedenken
- Nationales Streikdenkmal in  Wiltz

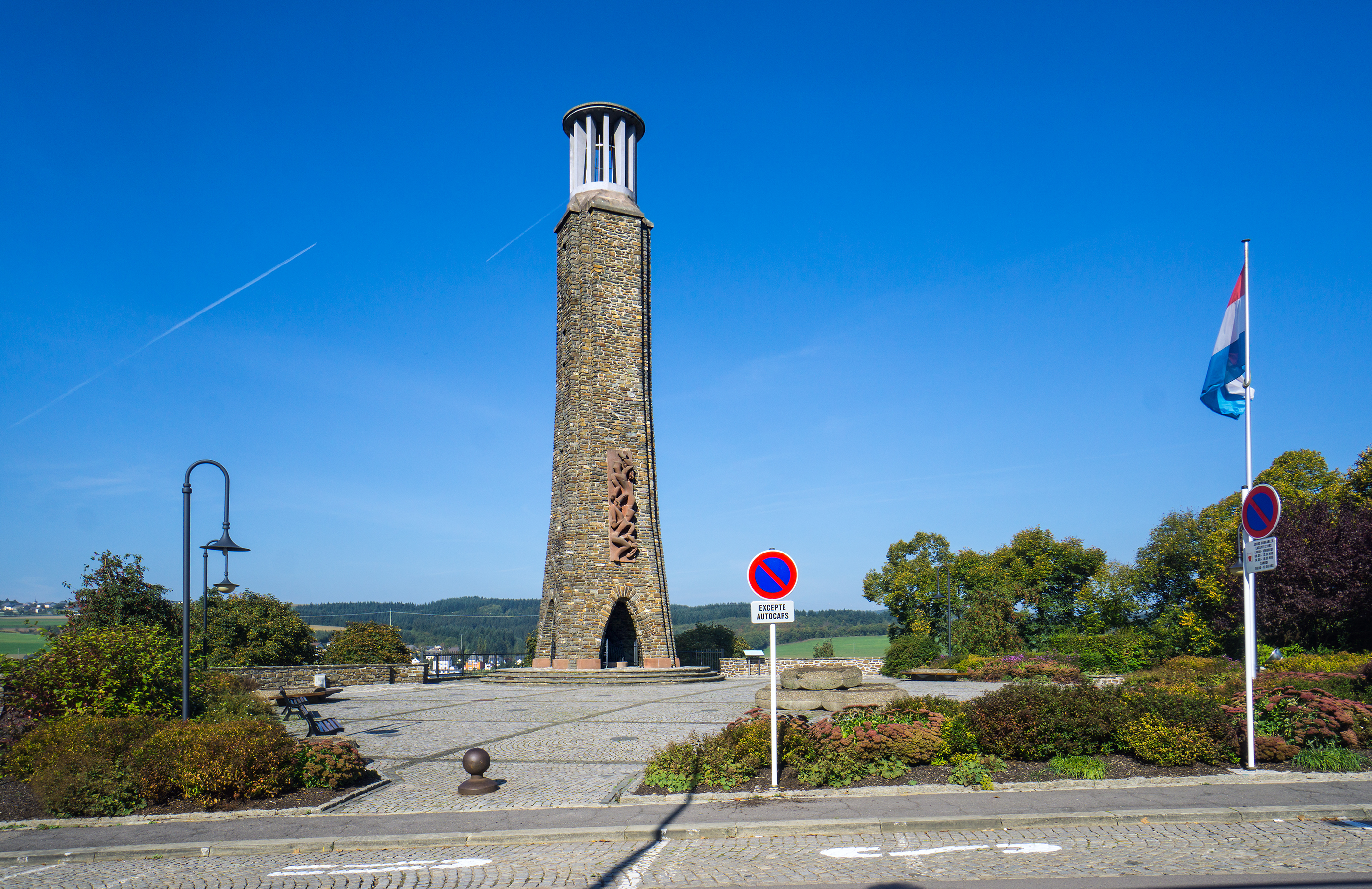
Mahnmal in Wiltz

- Streikdenkmal Differdingen